# Ludwig Uhl (Politiker)

Ludwig Uhl

Ludwig Josef Uhl (* 14. März 1902 in Oberrothwein bei Marburg an der Drau; † 15. Oktober 1985 in Wien) war ein österreichisch-deutscher Politiker (NSDAP), illegaler Nationalsozialist, Kreisleiter für Lilienfeld und Vize-Gauleiter. In den 1950ern wurde er wegen der Tötung von sechs NS-Gefangenen verurteilt.

## Leben und Wirken
Uhl war der Sohn von Peter und Aloisia Uhl, geb. Zöhrer, und entstammte einer Bauernfamilie. Nach dem Schulbesuch studierte Uhl an der Technischen Hochschule in Wien und arbeitete anschließend als Techniker. Schon 1922 wurde Uhl Mitglied der SA bzw. des Vaterländischen Schutzbundes. Wiederholt war er in gewalttätige Auseinandersetzungen mit politischen Gegnern verwickelt. 
Am 7. Juni 1929 trat Uhl der NSDAP bei (Mitgliedsnummer 115.451). Am 1. März 1932 wurde er NSDAP-Gauinspekteur und wahrscheinlich auch stellvertretender Gauleiter für Oberösterreich. Zwischen 1933 und 1936 war Uhl als Illegaler Nationalist vier Mal inhaftiert, ein 1936 eingeleitetes Hochverratsverfahren wurde durch die Amnestie im Zuge des Juli-Abkommens verhindert.
Von April 1938 bis April 1940 amtierte er als Gaustabsleiter der NSDAP im Gau Niederdonau und wurde am 1. Mai 1940 zum Kreisleiter der NSDAP im Kreis Lilienfeld ernannt.
Am 15. Oktober 1941 zog Uhl im Nachrückverfahren für den im Krieg umgekommenen Hans Hiedler als Abgeordneter in den nationalsozialistischen Reichstag ein, in dem er bis zum Ende der NS-Herrschaft im Frühjahr 1945 die Donau- und Alpenreichsgaue vertrat.

## Kriegsverbrechen
Uhl wurde am 23. Juni 1945 verhaftet, das Verfahren gegen ihn und den Amtsarzt und Leiter des Gesundheitsamtes in Lilienfeld, Hans Krainer, zog sich über mehrere Jahre hin. 1949 wurde Uhl vom Volksgerichtshoch zu 20 Jahren Haft verurteilt, jedoch schon 1951 entlassen. 1956 wurde Uhl wegen des Vorwurfs der „Ermordung kranker Südtiroler Umsiedler bei Kriegsende in Salzabad bei Linienfeld“ (korrekt Ortschaft Salzerbad in der Gemeinde Kleinzell im Bezirk Lilienfeld/Niederösterreich) zu 12 Jahren Haft verurteilt.